# La Bataille du lac Changjin
Série
La Bataille du lac Changjin 2
(2022)
Pour plus de détails, voir Fiche technique et Distribution.
La Bataille du lac Changjin (en chinois : 长津湖, Chang jin hu) est un film de guerre chinois sorti en 2021 à l'occasion du 100e anniversaire (en) du Parti communiste chinois.
Avec un budget d'1,3 milliard de yuans (soit 170 millions d'euros), La Bataille du lac Changjin est le film chinois le plus cher jamais réalisé. Commandé par le département de la propagande du Comité central du Parti communiste chinois, sa production a été confiée à Yu Dong (en), sa scénarisation à Lan Xiaolong (zh) et Huang Jianxin (en) et sa réalisation à Chen Kaige, Tsui Hark et Dante Lam. 
Avec des recettes s'élevant à 5,773 milliards de yuans (soit 800 millions d'euros), La Bataille du lac Changjin est le deuxième film le plus rentable de l'année 2021 (derrière Spider-Man: No Way Home) ainsi que le film le plus rentable de l'histoire de la Chine et le film tourné dans une autre langue que l'anglais le plus rentable de l'histoire du cinéma. 

## Synopsis
Pendant la guerre de Corée, à la suite de la tentative des troupes nord-coréennes (équipées par les Soviétiques) d'envahir massivement la Corée du Sud en juin 1950 et à la demande de la république de Corée (Corée du Sud), les troupes onusiennes sous commandement américain franchissent le 38e parallèle nord. La bataille de Pyongyang-Wonsan éclate peu de temps après. Sorties victorieuses, les troupes onusiennes repoussent rapidement l'armée nord-coréenne en direction de la frontière sino-coréenne, jusqu'à la ville coréenne frontalière de Manpo sur la rive gauche du fleuve Yalu, le 28 octobre 1950. C'est l'occasion pour la république populaire de Chine de franchir la frontière vers le sud en dépêchant l'armée des volontaires du peuple chinois avec à sa tête Peng Dehuai (interprété par Zhou Xiaobin) et dans ses rangs Mao Anying (interprété par Huang Xuan (en)), le fils aîné de Mao Zedong (interprété par Tang Guoqiang (en)).
Du 27 novembre au 13 décembre 1950, les militaires chinois se heurtent à l'armée américaine dans la zone reculée du réservoir de Chosin (en), aussi appelé lac Changjin. Au cours de la bataille, le 9e corps de l'armée des volontaires isole et encercle la Task Force (en) du 31e régiment d'infanterie ennemi, détruit ses quartiers généraux et s'empare de sa bannière. Ce succès de l'armée chinoise est le produit de lourds sacrifices car, en l'absence de ravitaillement logistique, de nombreux officiers et soldats chinois sont morts dans le froid pour mener à bien l'embuscade. Dans leur retraite, les officiers américains découvrent leurs cadavres congelés, toujours en position de combat, ce qui leur vaudra le surnom de « compagnie des statues de glace ». De son côté, le commandant Yang Gensi (en) (interprété par Oho Ou (en)), à court de munitions, s'est jeté sur une quarantaine de soldats américains avec une charge explosive afin de protéger une position stratégique assaillie par l'ennemi.

## Fiche technique
- Titre : La Bataille du lac Changjin
- Titre original : 长津湖
- Réalisation : Chen Kaige, Tsui Hark et Dante Lam
- Scénario : Lan Xiaolong (zh) et Huang Jianxin (en)
- Photographie : Luo Pan, Gao Hu, Kenny Tse Chung-To (zh), Peter Pau, Huangyong Heng et Ding Yu
- Montage :
- Décors :
- Musique : Elliot Leung (en) et Zhiyi Wang
- Société de distribution :
- Pays d'origine :  Chine
- Langue originale : Mandarin
- Format : couleur — 2,35:1
- Genres : film de guerre - film de propagande
- Durée : 176 minutes
- Principales dates de sortie :
  - Chine : 30 septembre 2021
  - Hong Kong, Macao, Singapour : 11 novembre 2021
  - États-Unis, Canada, Royaume-Uni, Irlande : 19 novembre 2021[6],[7]
  - Australie : 2 décembre 2021

## Distribution
- Wu Jing : Wu Qianli
- Jackson Yee : Wu Wanli
- Duan Yihong : Tan Ziwei
- Zhu Yawen (en) : Mei Sheng
- Li Chen : Yu Congrong
- Hu Jun (en) : Lei Suisheng
- Elvis Han (en) : Ping He
- Zhang Hanyu : Song Shilun (en)
- Huang Xuan (en) : Mao Anying
- Tang Guoqiang (en) : Mao Zedong
- Zhou Xiaobin : Peng Dehuai
- Lin Yongjian (en) : Deng Hua (en)
- Wang Wufu (en) : Zhu De
- Liu Sha : Liu Shaoqi
- Liu Jing (en) : Zhou Enlai
- Lu Qi (en) : Deng Xiaoping
- Gangyi : Hong Xuezhi (en)
- Yang Yiwei : He Zhanggui
- Xu Minghu : Shen Hailong
- Li Mincheng (zh) : Ke Dachuan
- Shi Peng Yuan (zh) : Zhang Xiaoshan
- Geng Le (zh) : Yang Yingchang
- Li Weiyong : Li Zhen
- Guo Siming : Liang Youdi
- Zhao Yihan : Wang Kai
- Bai Xuanshuo : Long Guoqing
- Cheng Tao	: Li Ming
- Oho Ou (en) : Yang Gensi (en)
- James Filbird : Douglas MacArthur
- John F. Cruz : Oliver P. Smith (en)
- Kevin Lee : Allan McLean
- Li Jun : Wu Shili
- Cao Yang : Wu Mu

## Controverse
Pour avoir critiqué sur les réseaux sociaux le film et notamment sa représentation de l'implication de la Chine dans la guerre de Corée, le journaliste chinois Luo Changping a été arrêté par les autorités.